# Al-Chunajzir
Al-Chunajzir (arab. الخنيزر) – nieistniejąca już arabska wieś, która była położona w Dystrykcie Bajsan w Mandacie Palestyny. Wieś została wyludniona i zniszczona podczas I wojny izraelsko-arabskiej, po ataku Sił Obronnych Izraela w dniu 20 maja 1948 roku.

## Położenie
Al-Chunajzir leżała w południowej części Doliny Bet Sze’an. Wieś była położona w depresji rzeki Jordan na wysokości -200 metrów p.p.m., w odległości 10 kilometrów na południe od miasta Bajsan. Według danych z 1945 roku do wsi należały ziemie o powierzchni 310,7 ha. We wsi mieszkało wówczas 260 osób.
| własność gruntów | powierzchnia gruntów (hektary) |
| ---------------- | ------------------------------ |
| Arabowie         | 196,6                          |
| Żydzi            | 100                            |
| publiczne        | 14,1                           |
| Razem            | 310,7                          |

| Rodzaj użytkowanych gruntów | Arabowie (hektary) | Żydzi (hektary) |
| --------------------------- | ------------------ | --------------- |
| uprawy nawadniane           | 165,8              | 70,1            |
| uprawy zbóż                 | 25,6               | 29,9            |
| uprawa cytrusów             | 1,8                | -               |
| nieużytki                   | 17,5               | -               |

## Historia
Nie jest znana data powstania wioski al-Chunajzir. W okresie panowania Brytyjczyków al-Chunajzir była niewielką wsią, której mieszkańcy utrzymywali się z upraw zbóż. Na wschód od wsi w 1937 roku powstał żydowski kibuc Tirat Cewi.

Przyjęta 29 listopada 1947 roku Rezolucja Zgromadzenia Ogólnego ONZ nr 181 przyznała te tereny państwu żydowskiemu. Podczas wojny domowej w Mandacie Palestyny w dniu 16 lutego 1948 roku sąsiedni kibuc Tirat Cewi został zaatakowany przez arabski oddział dowodzony przez Fauziego al-Kawukdżiego. W trakcie ciężkiej walki zginął 1 obrońca i 57 napastników. Po nieudanym ataku większość mieszkańców okolicznych wiosek uciekła, ponieważ obawiała się żydowskiej zemsty. Podczas I wojny izraelsko-arabskiej, w dniu 20 maja 1948 roku izraelscy żołnierze zajęli opuszczoną wieś al-Chunajzir. Wyburzono wówczas wszystkie jej domy.

## Miejsce obecnie
Teren wioski al-Chunajzir został zajęty przez pola uprawne kibucu Tirat Cewi. Palestyński historyk Walid Chalidi, tak opisał pozostałości wioski al-Chunajzir: „Jedynym zabytkiem jest cmentarz na położonym na północy Tell Abu al-Fare. Na północy i zachodzie są źródła Ujun Umm al-Faraj i Ajn al-Chunajzir„.